# Hypersophtha falcata
Hypersophtha falcata är en fjärilsart som beskrevs av Emilio Berio 1954. Hypersophtha falcata ingår i släktet Hypersophtha och familjen nattflyn. Inga underarter finns listade i Catalogue of Life.